# Benjamín Herrera
Benjamín Herrera Cortés (Cali, Nueva Granada, 18 de octubre de 1850-Bogotá, Colombia, 29 de febrero de 1924) fue un militar y político colombiano, jefe del Partido Liberal.
Herrera fue un destacado militar, participando en La Guerra de los Mil Días, y pese a que sus tropas perdieron la guerra, se convirtió en un importante líder del liberalismo. Negoció y firmó el Tratado del Wisconsin, con el cual se dio por terminadas las hostilidades.
Pese a ser liberal, Herrera se asoció con colegas conservadores como Carlos Eugenio Restrepo y Nicolás Esguerra para fundar una coalición conocida como Unión Republicana. El proyecto pronto siguió creciendo, adhiriendo militares, políticos y empresarios de renombre. Con ese partido Herrera buscaba la pacificación del país y la armonía entre los partidos tradicionales.
Herrera fue nombrado ministro de Agricultura y Comercio por el gobierno conservador de José Vicente Concha, en plena I Guerra Mundial. Luego fue candidato a la presidencia de la República de Colombia en 1922, perdiendo contra su rival de guerra Pedro Nel Ospina.
Fue cofundador junto con Rafael Uribe Uribe de la Universidad Libre, en la que promovió los valores laicales y librepensadores de su partido, pero también en la formación crítica de sus alumnos. Es considerado uno de los militares más brillantes de la historia de Colombia y uno de los pensadores liberales claves del país.

## Biografía
Benjamín nació en Cali, el 18 de octubre de 1853, en el seno de una familia de clase media. El pequeño quedó huérfano de madre a temprana edad.
Fue nombrado telegrafista en la ciudad de Cúcuta y vivió en carne propia el desastre provocado por el terremoto ocurrido en mayo de 1875.

### Carrera militar

#### Guerras civiles (1876; 1885; 1895)
Durante la Guerra civil de 1876, cuando se encontraba en Popayán estudiando en la Universidad del Cauca, Herrera renunció a sus estudios para vincularse al ejército liberal del presidente Aquileo Parra, bajo las órdenes del gobernador César Conto, iniciando una carrera militar en la región, haciéndose cercano a los ideales radicales de Manuel Murillo Toro.
Derrotada la insugencia conservadora, Herrera se vinculó al ejército colombiano, y luego se vinculó en la guerra civil, de 1885, participando en el sitio de Cartagena, y llegando a ser ascendido a Coronel. Los liberales fueron derrotados por las fuerzas del presidente Rafael Núñez y Herrera decidió instalarse en la ciudad de Pamplona, donde se casó por primera vez. También desarrolló una amistad con el General Justo Leonidas Durán con quien organizaría el ejército del Partido Liberal. 
A principios de los años 90 del siglo XIX, Herrera fue detenido por sus ideales liberales, por lo que no puedo tomar las armas en la guerra civil de 1895 y acabada la guerra se vio obligado a exiliarse, con el fin de reunir recursos para una nueva campaña militar, para enfrentar al gobierno conservador de Miguel Antonio Caro.

#### Guerra de los Mil Días

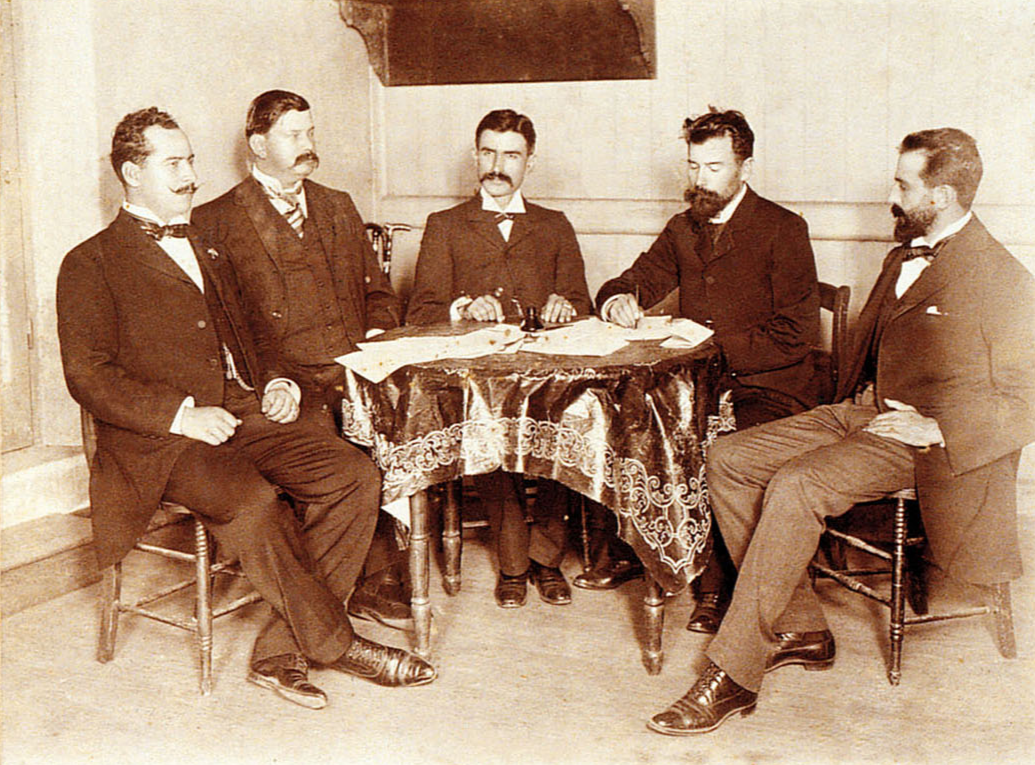
Herrera (primero de Derecha a izquierda), junto a los firmantes conservadores y liberales, 1902.

Herrera regresó al país en 1899 y se convirtió en uno de los mayores líderes del Partido Liberal durante la Guerra de los Mil Días -que se extiendió hasta 1902 que estaban levantados en armas contra los conservadores Manuel Antonio Sanclemente y José Manuel Marroquín. 
Gracias a sus éxitos en la guerra, incluyendo la toma de Panamá y la victoria en Peralonso, Herrera se consagró como estratega militar frente al adalid ideológico y de discurso, el general Rafael Uribe Uribe; los dos generales se consagrarían como las principales figuras del Partido Liberal. El general Gabriel Vargas Santos llegó a nombrarlo Mayor Generalísimo de las tropas liberales.
Sin embargo, pese a sus múltiples victorias, Herrera enfrentó un duro revés en la Batalla de Palonegro, donde los comandantes conservadores Próspero Pinzón, Jorge Holguín, Ramón González Valencia y Henrique Arboleda Cortés lograron una victoria decisiva para el gobierno.
Su última y definitiva acción en Panamá fue con la firma del Tratado del Wisconsin, donde se puso fin a la guerra.

### Carrera política
Tras el final de la guerra, Herrera fue reconocido como importante líder liberal y llegó a ser elegido diputado y vicepresidente de la Asamblea Constituyente de 1905, convocada por el gobierno de Rafael Reyes tras el cierre del Congreso. En 1909 fue elegido como senador, siendo representante por Cundinamarca y luego por Santander. Para 1910, ante la división de los conservadores entre Carlos E. Restrepo y José Vicente Concha, "bajo la orientación del general Benjamín Herrera", con "el voto de los republicanos liberales", ganó Restrepo.
Con Benjamín Herrera a la cabeza, tras la caída de Reyes ocurrida el 9 de junio de 1909, el 3 de noviembre del mismo año se anunció en Bogotá la creación de la Unión Republicana (Colombia), el cual «pretendía alcanzar mayor independencia frente a liberales y conservadores» y estaba «encargado de predicar el culto a la ley —el culto legalista del santanderismo redivivo—, el individualismo en oposición al autoritarismo y a la arbitrariedad». Por estas razones, se erigió como su más férreo opositor el Partido Liberal Colombiano orientado por el senador Rafael Uribe Uribe y el miembro de la Academia Colombiana de Jurisprudencia José María Quijano Wallis a la cabeza, quienes entendían «la lucha civil como continuación de la revolución armada».
La Unión Republicana, cuyo lema era «la paz, el orden y la legitimidad», lo describió Luis Eduardo Nieto Caballero, quien era uno de sus militantes, así:

Con la discreción propia de la clase alta bogotana y la moderación que caracterizó al sector del Partido Liberal que se alió con Caro a finales del siglo pasado y en la segunda década de éste se unió con un sector de conservadores para crear el Partido Republicano, solía aclarar que sus planteamientos no pretendían lanzar ataques para descalificar a la iglesia católica. A quienes cuestionaba era a las comunidades religiosas que dirigían las escuelas normales por las deficiencias que existían en la formación del magisterio colombiano y argumentaba que lo hacía motivado por un profundo sentimiento patriótico.
Luis Eduardo Nieto Caballero

### Ministro de Agricultura y Comercio (1915-1916)
El 15 de septiembre de 1915 Benjamín Herrera fue nombrado Ministro de Agricultura y Comercio por el gobierno de José Vicente Concha como ministro de Agricultura «y a continuación se dedicó a hacer un estudio detenido de las funciones del Ministerio y a planear su estructura en debida forma, ya que se trataba de un organismo nuevo en la administración... reorganizó con el nombre de Instituto Nacional de Agronomía, el Instituto Nacional de Agricultura y Veterinaria... estableció la Escuela de Agricultura Tropical»
Como Ministro de Agricultura «estimuló las cámaras de comercio, dando apoyo a las pocas existentes (en Bogotá, Medellín y Manizales) y creando las de Barranquilla, Bucaramanga, Cali, Cartagena y Cúcuta «Al río Magdalena le prestó especial atención».
En 1918, estando de Rector de la Universidad Eugenio J. Gómez, se desató una huelga de estudiantes debida "al enfrentamiento político desatado por el apoyo político publico brindado por éste a la candidatura presidencial de Marco Fidel Suárez". Los estudiantes "estimulados por el general... jefe del Partido Liberal, se trasladaron a la Universidad Externado", produciendo su cierre definitivo. ¿Por qué esta actitud de Benjamín Herrera? La respuesta puede hallarse en el siguiente texto del historiador colombiano Jorge Orlando Melo, quien escribió:

A la candidatura de Suárez, que representaba el retorno a una hegemonía conservadora de claros matices religiosos y a un tradicionalismo político y social que muchos conservadores no compartían, se opuso la del poeta payanes Guillermo Valencia... Benjamín Herrera... acordó respaldar a Valencia, que logró el apoyo de los disidentes conservadores, de los republicanos y de los liberales.

Ante la "severa crisis ideológica, administrativa y económica de la Universidad Republicana", con el impulso dado por el General Herrera a los estudiantes huelguistas, el ex-Rector de la Universidad Republicana Diego Mendoza (quien fue su compañero de gabinete en la administración encabezada por José Vicente Concha) pudo asumir la reapertura del Externado creado en 1886.
Para las elecciones presidenciales de 1918, Herrera y otros liberales disidentes decidieron apoyar la candidatura del destacado poeta y disidente conservador Guillermo Valencia, quien fue derrotado por el oficialista Marco Fidel Suárez. En comparación, el oficialista liberal José María Lombana no superó el 6%.

### Últimos años

#### Candidatura presidencial
Tras su larga trayectoria, Herrera finalmente decidió lanzar su candidatura presidencial siendo aclamado en la conveción nacional liberal de 1921 para las elecciones de 1922, compitiendo con el conservador y su rival durante la guerra, Gral. Pedro Nel Ospina quien lo derrotó el domingo 12 de febrero de 1922. Pese a que un sector radical del liberalismo estaba buscando la manera de enfrentarse bélicamente contra el nuevo gobierno y no reconocer los resultados (tras acusaciones de fraude electoral donde inclusive el expresidente Suárez estuvo involucrado) Herrera logró mantener a la mayoría en armonía con el nuevo gobierno. 
La candidatura de Herrera, pese a su derrota, mostró un fortalecimiento al interior del partido, lo cual permitió la victoria de los liberales en 1930, 8 años después de esas elecciones. Ese mismo año fue elegido senador, muriendo en ejercicio del cargo.

#### Muerte
Benjamín Herrera Cortés, falleció en Bogotá, el 29 de febrero de 1924, a los 71 años, luego de 12 días de dolorosa agonía y de haber perdido hasta su capacidad de hablar. Su muerte se produjo a raíz de una bronconeumonía y fue asistido por su rival electoral de 1918, el médico liberal José María Lombana.

## Vida privada

### Familia
Benjamín Herrera era el único hijo de Bernabé Herrera Tejeiro y de Margarita Cortés. Su padre se casó en segundas nupcias con María Gregoria Villaquirán Lasso de la Espada, con quien tuvo a sus hijos Antonio, Dolores y María Antonia Herrera Villaquirán.

### Matrimonio
Benjamín contrajo primeras nupcias con Lorenza Herrera Peñaranda, su parienta, de quien no tuvo descendencia.
Luego que enviudó, Herrera contrajo matrimonio con María Josefa Villamizar Peralta, hija del expresidente del Estado Soberano de Santander José María Villamizar Gallardo. Fruto de su segundo matrimonio nacieron Benjamín , abogado, músico y compositor; y María Josefa Herrera Villamizar.

## Homenajes

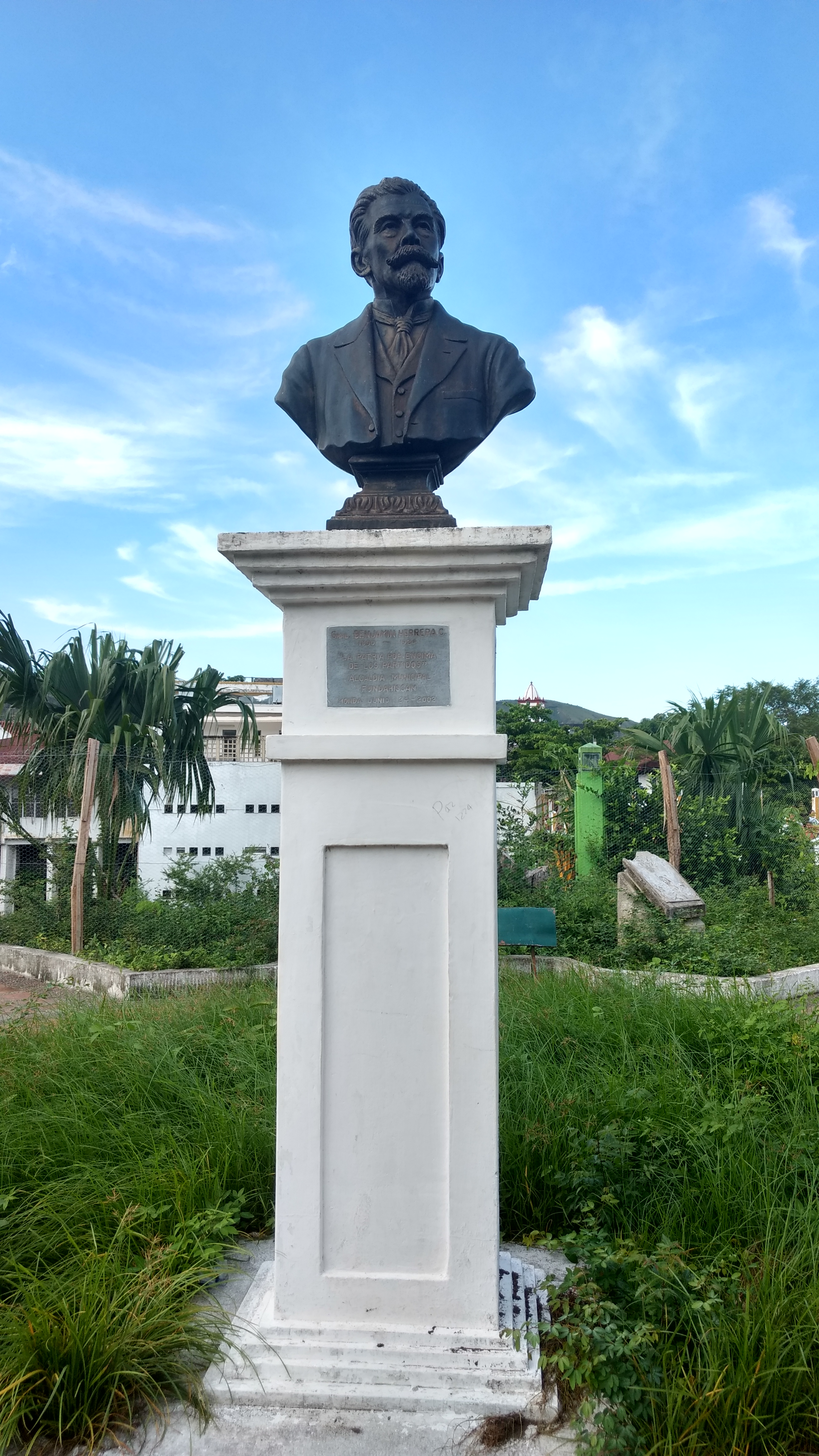
Busto de Herrera en Honda, Tolima.

Su importancia en la historia contemporánea de Colombia ha hecho de Herrera un frecuente personaje en plazas y parques por todo el país.
Con motivo del aniversario no. 23 de la muerte de Herrera, en 1947 el gobierno de Mariano Ospina Pérez y la alcaldía de la ciudad inauguraron un busto del general, ubicado en la Avenida Caracas con calle 43 de la ciudad de Bogotá.
Un monumento suyo civilista se ubica en la rivera del Río Cali en el Valle del Cauca, cerca la sede de la Universidad Libre de Cali, creado por Gustavo Gómez y que tiene la siguiente inscripciónː "La Patria por encima de los partidos"; también hay un monumento en Risaralda, en el parque Benjamín Herrera.
En Chocó hay un busto en su honor, ubicado en el Parque Manuel Mosquera Garcés; un busto suyo como militar está en un parque de Bucaramanga, hecho de bronce fundido por el colombiano José María Angulo e inaugurado en 1939, también en Palmira (Valle del Cauca) en el Parque Lineal; en Honda (Tolima); y en la sede de Barranquilla de la Universidad Libre. La sede principal de esa universidad, en Bogotá, también tiene un monumento de Herrera.
En Bogotá existe también un parque topónimo, localizado en Barrios Unidos. El parque hoy se conoce como Parque Gimnasio del Norte - Benjamín Herrera. El parque tiene también un busto del militar con la inscripción vertical HERRERA. También existe un colegio ubicado en Puente Aranda al sur de Bogotá que lleva su nombre. En el municipio de Arjona (Bolívar), también hay un colegio nombrado en su honor, considerado en su momento como uno de los más importantes de la región.